# Henri Donnedieu de Vabres
Henri Donnedieu de Vabres, född 8 juli 1880 i Nîmes, död 1952 i Paris, var en fransk professor i juridik.
Före andra världskriget propagerade han, medan han tjänstgjorde som professor vid universitetet i Paris, för inrättandet av en internationella brottmålsdomstolen. 
Han tjänstgjorde som Frankrikes huvuddomare under Nürnbergprocessen. Han protesterade då mot att generalöverste Alfred Jodl, som var yrkesmilitär och inte nazist, skulle dömas för krigsförbrytelser och ansåg att det var rättegångsmissbruk att döma honom. de Vabres förordade också att de dödsdömda skulle avrättas genom arkebusering istället för att hängas.
Senare blev Jodl postumt frikänd 1953 av en västtysk denazifieringsdomstol under vilken rättegång de Vabres uttalanden citerades. Frikännandet revs dock upp senare samma år. 